# Claudia Nielsen
Claudia Nielsen (* 1962 in Südafrika) ist eine Schweizer Politikerin (SP). Sie gehörte der neunköpfigen Exekutive von Zürich, dem Stadtrat, an.

## Leben
Claudia Nielsen wurde 1962 in Südafrika geboren und ist in Thalwil, Rüschlikon und Wettswil aufgewachsen. Nach dem Erlangen der Maturität an der Kantonsschule Enge (1981) studierte sie ab 1982 an Universität Zürich Volks- und Betriebswirtschaft und Wirtschaftsgeografie und schloss 1987 mit dem Lizenziat ab. Anschliessend erwarb sie an der Universität Zürich ein Doktorat in Mikro- und Umweltökonomie (1992).
Von 1987 bis 1993 war Claudia Nielsen als Assistentin und wissenschaftliche Mitarbeiterin am Institut für Sozialökonomie und am Geographischen Institut der Universität Zürich tätig. Ab 1993 arbeitete sie als Parteisekretärin der SP der Stadt Zürich. Von 1999 bis 2008 war sie Verwaltungsratspräsidentin der Alternativen Bank Schweiz AG. Von 2009 bis 2010 leitete sie als Geschäftsführerin Oikocredit Deutsche Schweiz.
Zudem war sie von 1999 bis 2010 als selbstständige Ökonomin tätig und bot Unternehmens- und Organisationsberatung, Projektleitung und Mediation an.
Seit 2021 ist sie Geschäftsführerin der Stiftung Renggergut in Zürich.

## Politische Karriere
Von 1993 bis 1999 arbeitete Claudia Nielsen als Parteisekretärin der SP der Stadt Zürich und von 1994 bis 2010 sass sie im Gemeinderat der Stadt Zürich. Während dieser Zeit war sie in verschiedenen Kommissionen tätig. Sie präsidierte die Kommission für Polizei, Tiefbau und Entsorgung (1998–2000, 2008–2010) sowie die Kommission Verkehr (2004–2006).
2010 wurde sie in den Stadtrat gewählt, in dem sie das Gesundheits- und Umweltdepartement leitet. Zu diesem Departement gehören die Stadtspitäler Waid und Triemli, die Pflege- und Alterszentren, die Gesundheitsdienste sowie der Umwelt- und Gesundheitsschutz. Für die Gesamterneuerungswahlen vom 9. Februar 2014 wurde sie zusammen mit Stadtpräsidentin Corine Mauch sowie André Odermatt (bisher) und Raphael Golta (neu) wieder für den Stadtrat nominiert und gewählt. Am 7. Februar 2018 gab sie bekannt, dass sie für keine weitere Amtszeit antritt.